# Phidippus cryptus
Phidippus cryptus là một loài nhện trong họ Salticidae.
Loài này thuộc chi Phidippus. Phidippus cryptus được Edwards miêu tả năm 2004.